# Good Girl
Good Girl släpptes den 1 januari 2002  och är ett studioalbum av den svenska pop- och countrysångerskan Jill Johnson . Albumet spelades in i Nashville i delstaten Tennessee i USA. Det låg som högst på 37:e plats på den svenska albumlistan.

## Låtlista
1. Jump in a Car - 3:43
2. What's Wrong with You - 3:41
3. Faking Loving Me - 3:19
4. Luckiest People - 4:16
5. Good Girl - 3:04
6. Too Much of You (Ain't Enough for Me) - 3:01
7. Just Like You Do - 3:40
8. Astroturf - 3:46
9. Moonlight and Roses - 3:21
10. Simply Because of Me - 3:48
11. I didn't Know My Heart Could Break - 3:22
12. Final Call - 3:37

## Medverkande
- Chris Leuzinger - gitarr
- Byron House - bas
- Greg Morrow - trummor

## Listplaceringar
| Lista (2002) | Topplacering |
| ------------ | ------------ |
| Sverige      | 37 .         |

### Fotnoter
1. 1 2 3  ”Jill Johnsons diskografi - Good Girl”. Arkiverad från originalet den 10 juni 2016. https://web.archive.org/web/20160610120420/http://jilljohnson.se/2002-01-01-good-girl-cd/. Läst 26 maj 2016.
2. ↑  Placering på den svenska albumlistan